# Боровая (станция метро)
«Борова́я» — проектируемая станция Петербургского метрополитена. Будет располагаться на Красносельско-Калининской линии, между станциями «Заставская» и «Каретная». Ввод станции в эксплуатацию запланирован на 2030—2033 гг. — по готовности выхода с неё на поверхность, до момента чего поезда будут проезжать «Боровую» транзитом (без остановки), сама же станция при этом, аналогично «Театральной», будет готова.
Работы по строительству станции обозначены как третий этап первого пускового комплекса линии 6.

## Название
3 апреля 2013 года станции присвоено наименование «Боровая».
Наименование станции связано с расположением её вестибюля вблизи Боровой улицы и железнодорожной платформы Боровая.

## Подземные сооружения
«Боровая» — пилонная станция глубокого заложения.
Планируется станция с двумя вестибюлями: первый будет выходить к платформе Боровая, второй — на Лиговский проспект в районе пересечения с Тосиной улицей. Конструкция обоих выходов будет похожа на собственный выход станции «Спасская».